# آلکساندر میزس
آلکساندِر مُیزِس (اسلواکی: Alexander Moyzes; ۴ سپتامبر ۱۹۰۶ – ۲۰ نوامبر ۱۹۸۴ (۷۸ سال)) آهنگساز سبک نئورومانتیسم اهل کشور چکسلواکی (اسلواکی کنونی) بود.